# Glipostenoda kimotoi
Glipostenoda kimotoi is een keversoort uit de familie spartelkevers (Mordellidae). De wetenschappelijke naam van de soort is voor het eerst geldig gepubliceerd in 1957 door Chûjô.